# Антична естетика

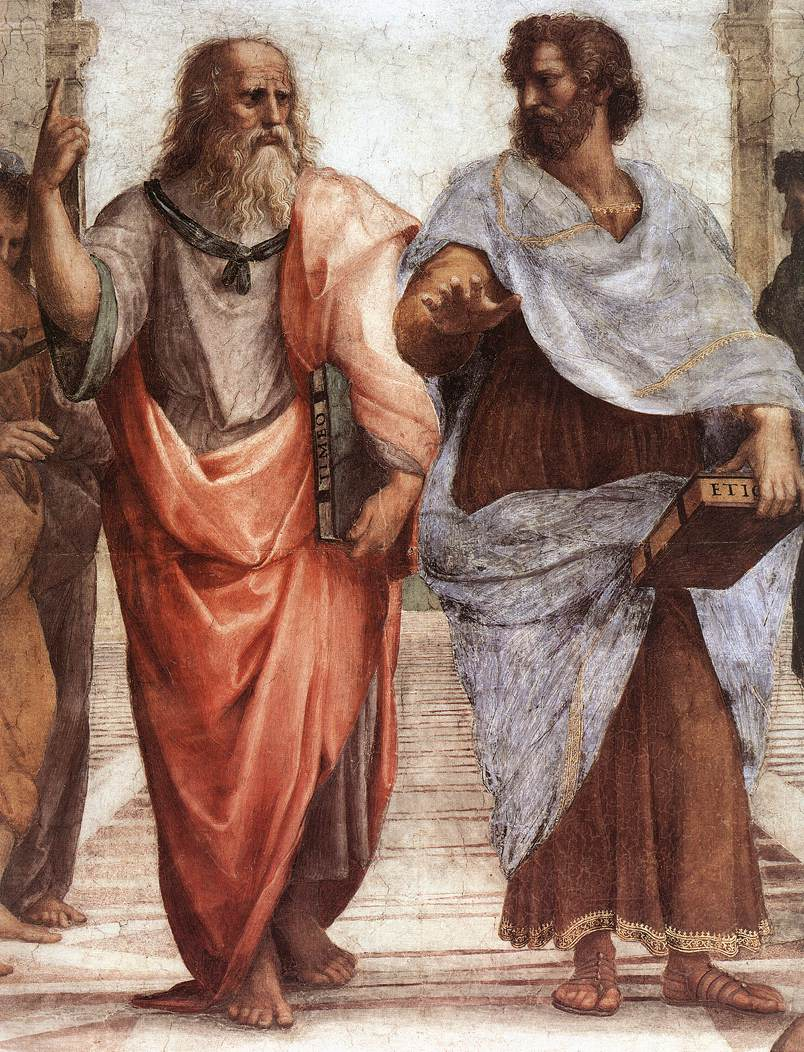
Арістотель та Платон. Афінська школа. Raffaello Sanzio

Есте́тика (грец. αισθητικός — чуттєво пізнавальний, від aisthēta — відчутні речі та aisthanesthai — пізнавати) ― філософська наука, яка займається природою краси та смаку, а також філософією мистецтва (власна область філософії, що виходить з естетики). Вона мала велике значення для більшості стародавнього світу. Естетика визначається як сприйняття мистецтва, дизайну та краси, та походить від грецького слова «aisthetikos», що означає прийняття почуттів. В естетиці існує процес індивідуального аналізу та уяви. Сприйняття визначається як нейрофізіологічний процес людини, яка усвідомлює та інтерпретує зовнішні подразники. Тому естетика дуже суб'єктивна й залежить від індивіда.

## Естетика як філософська наука
Теорія знання про естетику почала формуватися в Стародавній Греції VI–IV ст. до н. е. Ця теорія отримала свій початок завдяки грецькій міфології, яка мала поетичний та релігійний характер. В епоху Гомера вчення набуло більш систематизованого характеру та стало основою для формування нового ідеального погляду на світ.
Першими відомими теоретиками музичної естетики були піфагорійці (VI ст. до н. е.). Вони обґрунтували теорію чисел як сутність речей, тобто пізнання світу пов’язане через числові відношення. Вони порівнювали гармонію, красу та досконалість. Піфагорійці розробили естетику музики, відкрили залежність висоти звуку від довжини струни, виявили числові відношення, котрі утворюють гармонійність музики, а також намагалися застосувати її для встановлення душевної гармонії людини. За їхнім уявленням, душа людини являє собою гармонійно організовану числову структуру. 
У вченні Геракліта Ефеського (544–483 рр. до н. е) з'являється поняття «гармонія», яку він розглядав як внутрішню єдність, урівноваженість протилежностей, що становлять ціле. Одним із головних предметів естетичного наслідування був космос. Він уособлював гармонію, досконалість, структурованість процесів, які там відбуваються. Космос вважався втіленням краси, вічності та безмежності. Пізнання його процесів дало поштовх до розвитку природничо-наукових теорій, які спиралися на модель будови та функціонування космосу. Людські стосунки та дії не мали порушувати гармонійність космічного цілого, вони мали наслідувати космічне буття, дотримуватися принципів гармонії та порядку. Саме це стало підставою до розвитку естетики: образ цілісності космосу, прагнення його відображення. Звичайні побутові речі уособлюють досконалість творців. Гармонійність була характерна для великої кількості культових предметів (архітектура, поезія, музика, театр). Ідея досконалості світу формувало людську індивідуальність. Створення полісної системи, яка була заснована на рабовласницькій демократії, заохочує змагання вільних громадян у чеснотах і навичках, що згодом призводить до швидкого розвитку всіх сфер духовного життя. Індивідуалізація досвіду зв'язку зі світом та створення його образу в системі понять безпосередньо пов’язане з естетичним та художнім образом світу. Філософи античності до часів Арістотеля естетичні та художні концепції ставлять першими логічними категоріями, які служать для опису законів існування космічного світу.
Значну роль у розвитку естетичного знання відіграв видатний давньогрецький філософ Сократ (469–399 рр. до н. е.). Естетика Сократа дійшла до нас у цитуваннях та спогадах його сучасників, зокрема у працях його видатного учня Платона. Поставивши в центр своєї філософії людину, він наголошував на єдності естетичного та етичного, що було відображено в понятті калокагатія. Філософ уперше вирізняє загальне поняття «прекрасне», що постає як характеристика низки явищ: прекрасна предметність, прекрасна думка, прекрасне людське тіло та ін. Він розкриває діалектику об'єктивного та суб'єктивного в понятті "прекрасне": краса може бути фактом свідомості й одночасно фактом матеріального світу. Сократ розглядав прекрасне, як загальне поняття. Відносність цього поняття визначається тими цілями, котрі ставить людина. Він відкрив шлях для систематичної розробки естетики у вченнях Платона та Аристотеля.

## Естетика античної краси
Естетика є синонімом до визначення смаку або стилю, що охоплює художнє вираження та такі види діяльності, як риторика, тон, гармонія, живопис, композиція та музика. Естетика охоплює зовнішній вигляд, відчуття або звук природних форм. Вона охоплює науку про те, як людина чи суспільство сприймає, відчуває, знає зовнішні стимули.
Як філософія, естетика було розвинута у XVIII столітті в Німеччині Іммануїлом Кантом. Однак, грецькі та римські філософи, такі як Арістотель та Платон, брали участь у риторичних суперечках про естетичне сприйняття як окрему галузь філософії, визначаючи параметри мистецтва та краси. Антична естетика показує походження дискусій про естетику та впливає на сучасні визначення цього поняття.

### Давньогрецька естетика
Стародавня або архаїчна Греція охоплює період від 800 р. до н. е. до 500 р. до н. е.
Краса в Стародавній Греції (800—300 р. до н. е.) називали κάλλος. Історія давньогрецької естетики охоплює століття. Важливу роль у вихованні людини брала участь фізична культура та культ тренованого тіла. В основі ідеала лежав принцип єдності, гармонії духа й тіла. Величина, порядок та симетрія вважалися символом прекрасного. В ідеальної людини всі частини тіла та риси обличчя знаходилися в гармонійному поєднанні.
Вплив краси походив саме від богів, які прийняли божественну людську форму і надихнули їх на сприйняття краси. Храми були створені для поклоніння богам і містили їх реальні образи. Скульптури розглядалися на піку естетики, коли людський образ був захоплений унікальним чином і підкреслював божественну або богоподібну якість. Еталоном гарного тіла у греків стала саме скульптура Афродіти. Ця краса виражалася в параметрах: зріст 164 см, талія — 69 см, стегна — 93 см, обхват грудей — 86 см.
Найгарнішим вважалося обличчя, яке можна було поділити на три або чотири рівні частини. За законами грецької краси ідеальним був прямий ніс, великі випуклі очі, відстань між якими повинна бути не менше ніж величина одного ока. Велике значення мала зачіска та стан волосся. Жінки зазвичай не обрізали його, однак укладали вузлом та пов'язували стрічкою.

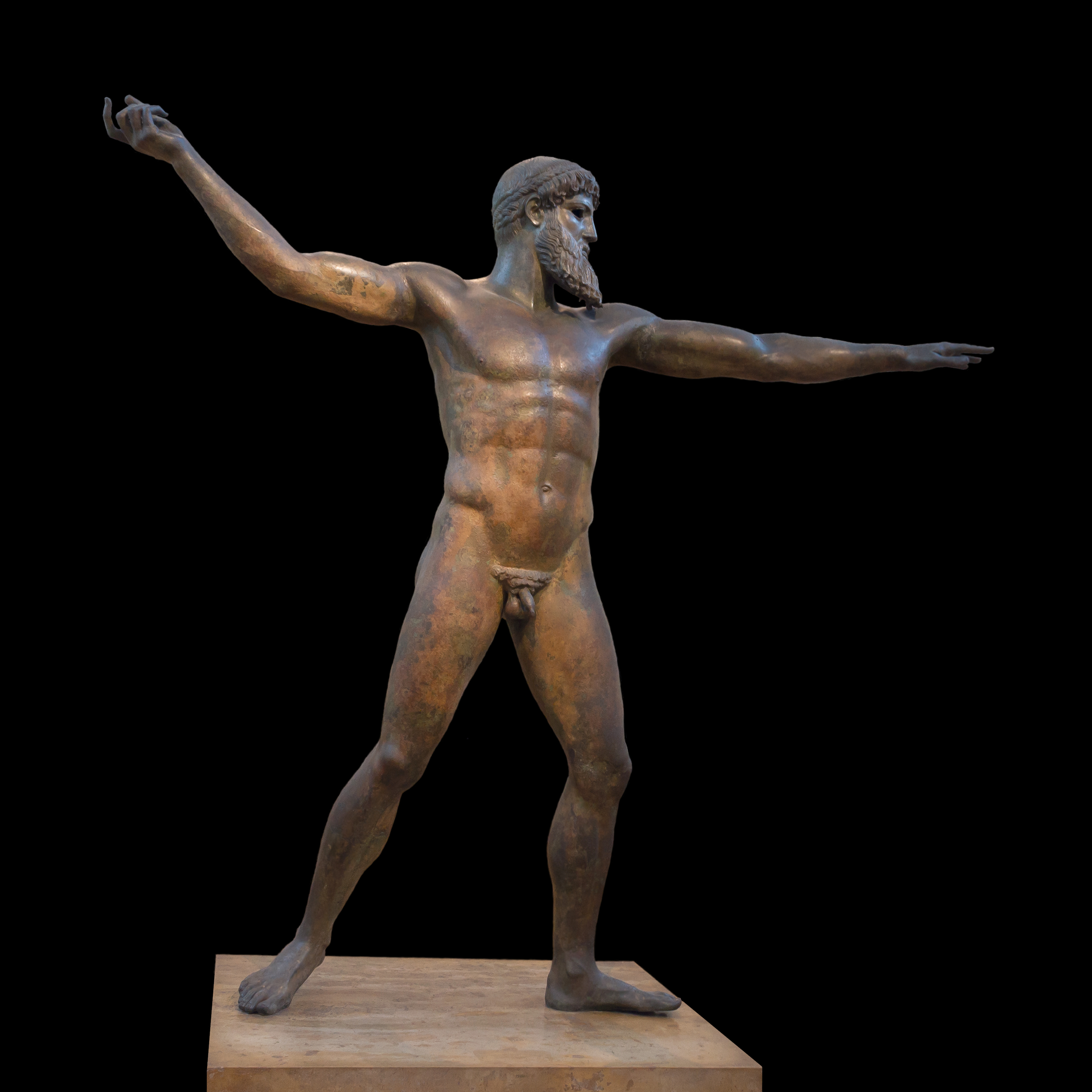
Bronze Zeus or Poseidon Athens Greece

### Давньоримська естетика
На розвиток римської естетики більш за все впливала грецька культура, тому вони мають деякі подібності один до одного. Для Стародавнього Риму був характерний культ світлої шкіри та білявого волосся, більшість римлянок вдавалися до штучного знебарвлення волосся, яке вимагало особливих труднощів та знань, або до носіння перук. Біляве та кучеряве волосся вважалося ідеалом краси. Римські перукарі вигадували безліч різноманітних завивок. Деякі ідеї зачісок римляни перейняли у греків. Саме зачіска часто визначала статус та положення в суспільстві.
Для чоловіків було притаманне пряме, начесане на чоло волосся, поголене обличчя з незначною борідкою. Для них також вигадували велику кількість різноманітних зачісок, самою характерною був густий чубчик, що закривав усе чоло до брів або до середини чола.
Естетика Рима була пронизана інтересом до особистості, внутрішньому світові людини. Скульптурні портрети людей правдиво передають їхні риси: суворий погляд, строгість, чіткість ліній зачісок.

### Давньоєгипетська естетика
Стародавні єгиптяни також вважали фізичну красу надзвичайно важливою і проводили безліч ритуалів для покращення їх зовнішнього вигляду. Відновлені артефакти слугували підтвердженням давньоєгипетським ідеалам краси, включаючи макіяж, ручні дзеркала з міді та срібла, а також гребінці. Макіяж був створений з використанням алевролітових палітр для подрібнення таких мінералів, як зелений малахіт або коль. Людське волосся використовувалося для створення нарощувань та перук. А ювелірні вироби слугували в якості підсилювання краси, такі як нитки з бісеру та сердолікові підвіски у формі головок маку.

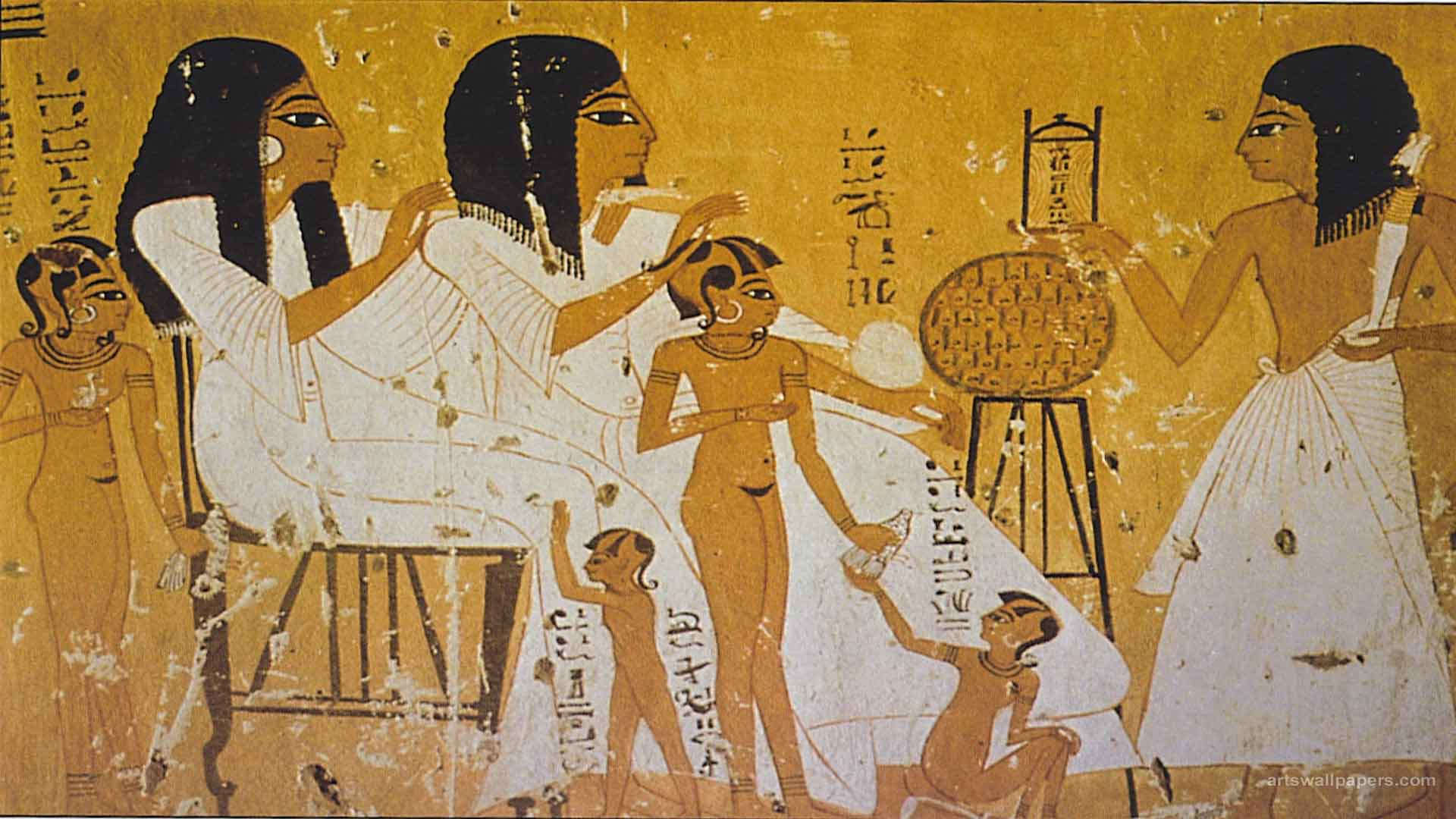
Стародавній Єгипет. Мистецтво

Стародавні єгиптяни вірили в потойбічне життя. Могили, створені для померлих, були прикрашені найвищою формою їх естетичних принципів. Маски мумії та труни підкреслювали намальовані очі, викладені драматичними чорними обрисами